# Савин-1
Сави́н-1 — археологический памятник в России. Предположительно использовался как святилище-обсерватория.
Возвышенность, высотой около 2 м от уровня воды реки Тобол, шириной 60 метров и длиной 350 метров во время весеннего наводнения бывает полностью окружена водой. С возвышенности хорошо просматривается окружающая местность. Расположена в 1,5 км к северо-востоку от села Бузан Белозерского муниципального округа Курганской области Российской Федерации.
Название Савин, данное археологами объекту, в переводе с угорского[прояснить] означает «город на водяной глади» или «холм среди болот».
Святилище было построено в первой половине III тыс. до н. э. и использовалось в энеолите или медно-каменном веке (от 4300 до 2500 г. до н. э.). Савин-1 старше Стоунхенджа и на тысячу лет старше Аркаима.
Решением Малого совета Курганского областного Совета народных депутатов от 6 мая 1993 года № 84 является объектом культурного наследия регионального значения.

## История открытия и исследований
До открытия поверхность памятника распахивалась, выращивали сельхозкультуры. В 1982 году житель села Бузан Василий Павлович Бабушкин принёс в местный краеведческий музей несколько предметов, после чего в том же году были организованы раскопки Савина. Начал их сотрудник Курганского областного краеведческого музея Михаил Павлович Вохменцев, затем ими занимались другие работники краеведческого музея, Курганского государственного педагогического института и Института археологии АН СССР. В 1983—1984 годах научным руководителем раскопок была Тамила Михайловна Потемкина.
В 1997 году работники Института археологии РАН подтвердили, что Савин использовался как обсерватория для наблюдения за Солнцем и Луной.
Вблизи Савина-1 расположены памятники Савин-2 (VII в. до н. э. — III в. н. э.), Слободчики-1 (пока не датирован) и Охотино-1 (поселение VI тыс. до н. э. — IV тыс. до н. э.).

## Раскоп
На вскрытой площади 1104 м² исследованы остатки древних сооружений — два примыкающих друг к другу круга диаметром 16—18 метров, глубиной 0,2—1,2 метра, они ориентированы на северо-восток — юго-запад. Сооружение в плане похоже на цифру 8. Внутрь каждого кольца с восточной стороны ведут проходы шириной 1—3 м. По дну рва прослежены ямы округлой и овальной формы, оставленные в большинстве своем столбами и расположенные с интервалом 0,8—2 м. На дне рва, внутри колец и за их пределами зафиксированы 117 ям, часть из них остались от врытых в землю столбов, из них в кольцевых канавах обнаружено 45 ям. На святилище были найдены три погребения, из которых два относятся ко времени функционирования святилища и являются человеческими жертвоприношениями. Оба круга, видимо, функционировали одновременно и предназначались для различных церемоний: западный круг был связан о ритуальными действиями во время массовой охоты, восточный — с другими церемониями в обществе. Но западный круг был сооружен раньше и какое-то время функционировал самостоятельно.
Западный круг плохой сохранности. В северной части представлен дугообразной канавой, расположенной по склону возвышенности. Эта часть дюны не распахивалась, но перекрыта мощным слоем аллювиальных отложений. Ширина в верхней части канавы 100—240 см. В его южной части канава не прослеживалась, а фиксировались только ямы. Глубина канавы колеблется от 60 до 125 см. В кольцевых рвах оставлены проходы с восточной и западной сторон. Центральный столб находится в западной части котлована, от него на равном расстоянии (8 метров) по северной половине круга расположены 15 столбовых ям. Одинаковое расстояние между ямами дает основание думать, что установка их была связана с фиксацией изменений в положении Луны, после захода солнца, от молодого месяца до фазы полнолуния или могла служить солнечными часами. Примерно 40 % всех костей животных и подавляющая часть целых сосудов были обнаружены в центральном сооружении круга. В южной части круга находилось захоронение, были найдены фрагменты черепа и зубы двух человек — взрослого и подростка.
Лучше сохранился восточный круг. Семь столбов на расстоянии 6 метров от центрального столба и 12 столбов на расстоянии 9 метров. Все 18 столбов повторяют ту же систему. В юго-восточной части канавы круга на глубине 55 см. найдено тройное погребение в неестественных позах: верхний ярус — мужчина зрелого возраста (№ 1); нижний ярус — мужчина зрелого возраста (№ 3) и женщина около 16 лет (№ 2). Все трое — разных антропологических типов — восточно-средниземноморский европеоидный (№ 1 и № 2) и североазиатский монголоидный (№ 3). Антропологическое определение проведено Галиной Викторовной Рыкушиной. Череп № 1 лежал на левой стороне и был обращен лицом к северу. Череп № 2 лежал на затылочной части лицом вверх. Череп № 3 лежал на правой стороне, лицом на восток и почти соприкасался лобно-теменной частью с черепом № 2. Погребенный № 1 захоронен в скорченном состоянии с согнутыми руками и ногами. Погребенный № 2, лежал на левом боку и был также в скорченном состоянии. Погребенный № 3 лежал на спине между погребенными № 1 и № 2. Недалеко от черепа № 1 найдены фрагменты керамики, а в 30-50 см к западу от костей ног обнаружены единичные кости животных.
В ямах обнаружены 3060 костей от 161 лошади, 608 костей от 72 косуль, 128 костей от 25 лосей 15 костей от 9 кабанов. Также были найдены единичные кости волка и медведя. Найдено 7162 предмета: керамика – 5400 экз., изделия из камня – 1750 экз., изделия из кости – 12 экз. Из известных 924 орудий было выделено 26 типов: скребки (392 экз.; 42,4 %); ножи (121 экз.; 13 %), скобели (97 экз.; 10,5 %), абразивы (60 экз.; 6,5 %), керамические грузила (45 экз.; 4,8 %). По функциональному назначению, орудия были подразделены на 11 видов: орудия для обработки шкур и кожи – 65,9 %, дерева – 21,8 %, камня – 12 %, кости – 4 %, металла – 0,7 %. Орудия для разделки мяса — 8,1 %, охоты — 6,9 %, рыболовства — 5,3 % и земледелия — 0,4 %, украшения из камня – 0,3 %. У части орудий функциональное назначение определить не удалось – 7,3 %. Около тысячи предметов из камня подвергнуты трасологическому анализу доктором исторических наук Галиной Фёдоровной Коробковой. Найдены фрагменты от 370 сосудов, причём 18 из них удалось реставрировать полностью. Керамика в основном лесостепная, помимо этого имеются изделия, изготовленные в центральной и южной части Урала, на севере современного Казахстана и западносибирской тайги. Гребенчатая керамика составляла 66 %. Керамика, орнаментированная фигурным штампом – 17 %; отступающе-накольчатой техникой – 2,7 %; и керамика, орнаментированная оттисками круглых ямок – 11,8 %. Важной находкой была шпилька из кости для спутывания лошадей, что свидетельствует о начале их приручения.
Большая часть находок, включая кости людей и животных, передана в Институт археологии РАН и в Институт истории материальной культуры РАН. В Белозерском районном краеведческом музее хранится круглый плоский камень с отверстием посредине и знаками на поверхности, который служил календарём и помещался на посох жреца и некоторые другие артефакты.

## Туризм
Туристы оставляют подношения духам у сосны, стоящей в центре холма.
В ноябре 2020 года завершена реконструкция святилища с деревянными настилами для удобства посетителей в период затопления местности. Открытие этнокультурного центра «Савин» произошло в мае 2021 года, рядом со святилищем установлены арт-объекты: «часы в прошлое», надпись «Савин» с интерактивными элементами и каменная «спираль здоровья».